# ガンダムバーサス
『ガンダムバーサス』(GUNDAM VERSUS)は、バンダイナムコエンターテインメントより2017年7月6日に発売されたPlayStation 4用ゲームソフト。
ロボットアニメ作品『ガンダムシリーズ』を題材にしたチーム対戦型アクションゲーム『機動戦士ガンダム vs.シリーズ』の通算14作目にあたる。

## 概要
『機動戦士ガンダム vs.』シリーズ15周年記念作品。前作にあたる『機動戦士ガンダム エクストリームバーサス』シリーズがPlayStation 3互換基板SYSTEM357で開発された第4世代だったのに対し、本作はシリーズ初のPlayStation 4での開発となるため、『機動戦士ガンダム vs.』シリーズの「第5世代」と位置付けられている。
アーケードゲームの移植ではなく家庭用オリジナルタイトルとなり、シリーズ従来の「2vs2」の対戦だけでなく、「3vs3」での対戦や、プレイヤー5機でCPUが操作するボス機体に挑む「5vsボス」モードなど、オンラインマルチプレイの新要素も盛り込まれる。
2016年9月13日の「プレイステーション プレスカンファレンス」にて発表された。
2016年11月26日、27日の2日間に東京都のバンダイナムコスタジオ本社にてクローズドαテストが実施された。また、2017年3月10日、18日、19日の3日間にPS4のオンライン上にてクローズドαテストが実施された。
通常版のほかに、期間限定生産版の「プレミアムGサウンドエディション」が同時発売された。

## 登場機体
機体総数は17作品90機以上。
下記のリストのうち、機体名および作品名の左に「●」印が付いているのは、前作『エクストリームバーサス』シリーズには登場していなかった新機体、および新規参戦作品である。
「☆」印が付いている機体は、ダウンロードコンテンツとして後に追加された機体、および作品。
機動戦士ガンダム
- ガンダム / アムロ・レイ
- ●ガンキャノン / カイ・シデン
- ●ガンタンク / ハヤト・コバヤシ
- ジオング / シャア・アズナブル
- シャア専用ゲルググ / シャア・アズナブル
- シャア専用ザクII / シャア・アズナブル
- ギャン / マ・クベ
- ●ドム / ガイア
- ●グフ / ランバ・ラル
- ザクII(ドアン機) / ククルス・ドアン

機動戦士ガンダム 第08MS小隊
- ガンダムEz8 / シロー・アマダ
- 陸戦型ガンダム / シロー・アマダ
- グフ・カスタム / ノリス・パッカード

●機動戦士ガンダム外伝 コロニーの落ちた地で…
- ☆ジム・スナイパーII (WD隊仕様) / マスター・ピース・レイヤー

●ジオニックフロント 機動戦士ガンダム0079
- ☆ガンダム6号機（マドロック） / エイガー
- ☆ザクI(ゲラート機)/ ゲラート・シュマイザー

機動戦士ガンダム サンダーボルト
- フルアーマー・ガンダム / イオ・フレミング
- サイコ・ザク / ダリル・ローレンツ
- ☆アトラスガンダム / イオ・フレミング

●機動戦士ガンダム外伝 ミッシングリンク
- ☆ペイルライダー(陸戦重装仕様) / クロエ・クローチェ
- スレイヴ・レイス / トラヴィス・カークランド
- ☆ピクシー（フレッド機） / フレッド・リーバー
- ☆イフリート（シュナイド機）/ ダグ・シュナイド
- 高機動型ゲルググ(ヴィンセント機) / ヴィンセント・グライスナー

機動戦士ガンダム0083 STARDUST MEMORY
- ガンダム試作3号機ステイメン / コウ・ウラキ
- ガンダム試作1号機フルバーニアン / コウ・ウラキ
- ●ジム・キャノンII / チャック・キース
- ●ジム・カスタム / サウス・バニング
- ガンダム試作2号機 / アナベル・ガトー

機動戦士Ζガンダム
- Ζガンダム / カミーユ・ビダン
- 百式 / クワトロ・バジーナ（シャア・アズナブル）
- ガンダムMk-II（スーパーガンダム） / エマ・シーン
- ガンダムMk-II(ティターンズ仕様) / カミーユ・ビダン
- ●リック・ディアス / アポリー・ベイ
- ●メタス / ファ・ユイリィ
- ●ネモ / ファ・ユイリィ
- ジ・O / パプテマス・シロッコ
- ☆バウンド・ドック / ジェリド・メサ
- メッサーラ / パプテマス・シロッコ
- ガブスレイ / マウアー・ファラオ
- マラサイ / ジェリド・メサ
- ●ハイザック / サラ・ザビアロフ

機動戦士ガンダムΖΖ
- フルアーマーΖΖガンダム / ジュドー・アーシタ
- ΖΖガンダム / ジュドー・アーシタ
- キュベレイ / ハマーン・カーン
- キュベレイMk-II(プルツー機) / プルツー

機動戦士ガンダム 逆襲のシャア
- νガンダム / アムロ・レイ
- リ・ガズィ / ケーラ・スゥ
- サザビー / シャア・アズナブル
- ヤクト・ドーガ(ギュネイ機) / ギュネイ・ガス

機動戦士ガンダム 逆襲のシャア ベルトーチカ・チルドレン
- Hi-νガンダム / アムロ・レイ
- ☆ナイチンゲール / シャア・アズナブル

機動戦士ガンダムUC
- ユニコーンガンダム / バナージ・リンクス
- デルタプラス / リディ・マーセナス
- ●リゼル / リディ・マーセナス
- ●ジェスタ / ナイジェル・ギャレット
- バンシィ / マリーダ・クルス（プルトゥエルブ）
- シナンジュ / フル・フロンタル
- クシャトリヤ / マリーダ・クルス

機動戦士ガンダムF91
- ガンダムF91 / シーブック・アノー
- ●ビギナ・ギナ / セシリー・フェアチャイルド
- ベルガ・ギロス / ザビーネ・シャル

機動戦士クロスボーン・ガンダム
- クロスボーン・ガンダムX1改 / キンケドゥ・ナウ（シーブック・アノー）
- クロスボーン・ガンダムX2改 / ザビーネ・シャル
- クロスボーン・ガンダムX3 / トビア・アロナクス

機動戦士クロスボーン・ガンダム 鋼鉄の7人
- クロスボーン・ガンダムX1フルクロス / トビア・アロナクス

●機動戦士クロスボーン・ガンダム ゴースト
- ☆ファントムガンダム / フォント・ボー

機動戦士Vガンダム
- V2ガンダム / ウッソ・エヴィン
- ガンイージ / ジュンコ・ジェンコ
- ゴトラタン / カテジナ・ルース

☆機動武闘伝Gガンダム
- ☆ゴッドガンダム/ ドモン・カッシュ
- ☆マスターガンダム/ 東方不敗マスター・アジア

新機動戦記ガンダムW
- ウイングガンダムゼロ / ヒイロ・ユイ
- ガンダムデスサイズヘル / デュオ・マックスウェル
- ガンダムヘビーアームズ改 / トロワ・バートン
- ガンダムサンドロック改 / カトル・ラバーバ・ウィナー
- アルトロンガンダム / 張五飛
- ガンダムエピオン / ミリアルド・ピースクラフト
- トールギスII / トレーズ・クシュリナーダ
- ●トールギス / ゼクス・マーキス（ミリアルド・ピースクラフト）

∀ガンダム
- ∀ガンダム / ロラン・セアック
- カプル / ソシエ・ハイム
- コレンカプル / コレン・ナンダー
- ゴールドスモー / ハリー・オード
- シルバースモー / ポゥ・エイジ
- ターンX / ギム・ギンガナム

機動戦士ガンダムSEED
- フリーダムガンダム / キラ・ヤマト
- ストライクガンダム / キラ・ヤマト
- ☆パーフェクトストライクガンダム / ムウ・ラ・フラガ
- ☆イージスガンダム / アスラン・ザラ
- プロヴィデンスガンダム / ラウ・ル・クルーゼ
- デュエルガンダムアサルトシュラウド / イザーク・ジュール
- ブリッツガンダム / ニコル・アマルフィ
- フォビドゥンガンダム / シャニ・アンドラス
- ☆レイダーガンダム / クロト・ブエル
- ☆バスターガンダム / ディアッカ・エルスマン

機動戦士ガンダム00（ファーストシーズン）
- ガンダムエクシア / 刹那・F・セイエイ
- ガンダムデュナメス / ロックオン・ストラトス（ニール・ディランディ）
- ●ガンダムキュリオス / アレルヤ・ハプティズム
- ☆ガンダムヴァーチェ / ティエリア・アーデ
- ●グラハム専用ユニオンフラッグカスタム / グラハム・エーカー
- ティエレンタオツー / ソーマ・ピーリス
- ●ジンクス / セルゲイ・スミルノフ
- ●ガンダムスローネアイン / ヨハン・トリニティ
- ●ガンダムスローネツヴァイ / ミハエル・トリニティ
- ☆アルヴァアロン / アレハンドロ・コーナー
- ガンダムスローネドライ / ネーナ・トリニティ

☆機動戦士ガンダムAGE
- ☆ガンダムAGE-1 / フリット・アスノ
- ☆ガンダムAGE-2 / アセム・アスノ
- ☆ゼイドラ/ ゼハート・ガレット
- ☆ファルシア/ ユリン・ルシェル

ガンダム Gのレコンギスタ
- ☆G-セルフ(パーフェクトパック) / ベルリ・ゼナム
- G-セルフ / ベルリ・ゼナム
- G-アルケイン(フルドレス) / アイーダ・スルガン
- マックナイフ(マスク機) / マスク

機動戦士ガンダム 鉄血のオルフェンズ（ファーストシーズン）
- ガンダム・バルバトス(第4形態) / 三日月・オーガス
- ☆ガンダム・グシオンリベイク / 昭弘・アルトランド
- ガンダム・キマリストルーパー / ガエリオ・ボードウィン

☆機動戦士ガンダム 鉄血のオルフェンズ（セカンドシーズン）
- ☆ガンダム・バルバトスルプス / 三日月・オーガス

☆ガンダムビルドファイターズ系列
- ☆ホットスクランブルガンダム[注 1] / 三代目メイジン・カワグチ
- ☆ビルドストライクガンダム(フルパッケージ) / レイジ

### ボス
機動戦士ガンダム
- ガウ攻撃空母 / なし
- アッザム / なし
- ザクレロ / デミトリー
- ビグ・ザム / ドズル・ザビ
- エルメス / ララァ・スン

機動戦士ガンダム 第08MS小隊
- アプサラスII / アイナ・サハリン

機動戦士ガンダム0083 STARDUST MEMORY
- ガンダム試作3号機デンドロビウム / コウ・ウラキ

機動戦士Ζガンダム
- サイコガンダム / フォウ・ムラサメ
- サイコガンダムMk-II / ロザミア・バダム

機動戦士ガンダムΖΖ
- サイコガンダムMk-II / プルツー
- クィン・マンサ / プルツー

機動戦士ガンダムUC
- シャンブロ / ロニ・ガーベイ

∀ガンダム
- ウォドム / ポゥ・エイジ

機動戦士ガンダム00（ファーストシーズン）
- GNアーマーTYPE-D / ロックオン・ストラトス（ニール・ディランディ）
- アルヴァトーレ（アルヴァアロン） / アレハンドロ・コーナー

本体に一定以上のダメージを与えると中からアルヴァアロンが登場する。

### ストライカー・CPU専用
機動戦士ガンダム
- ザクI
- ザクII
- マゼラアタック
- ゴッグ
- アッガイ
- ズゴック
- シャア専用ズゴック
- リック・ドム
- ゲルググ
- ジム
- ボール

機動戦士ガンダム 第08MS小隊
- 陸戦型ガンダム(ジム頭)
- ホバートラック

機動戦士ガンダム サンダーボルト
- ジム（サンダーボルト版）
- ジム・キャノン（サンダーボルト版）
- ガンキャノン（サンダーボルト版）
- ザクI（サンダーボルト版）
- ザクII（サンダーボルト版）
- リック・ドム（サンダーボルト版）

機動戦士ガンダム外伝 ミッシングリンク
- リック・ドムII
- サイコミュシステム試験型ザク

機動戦士ガンダム0083 STARDUST MEMORY
- ザメル
- ドム・トローペン
- ガトー専用ゲルググ
- ゲルググM
- ゲルググM(指揮官機)

機動戦士Ζガンダム
- アッシマー
- バイアラン
- パラス・アテネ
- ポリノーク・サマーン

機動戦士ガンダムΖΖ
- ガザC
- 量産型キュベレイ

機動戦士ガンダム 逆襲のシャア
- ジェガン
- ギラ・ドーガ
- ヤクト・ドーガ(クェス機)

機動戦士ガンダム 逆襲のシャア ベルトーチカ・チルドレン
- サイコ・ドーガ

機動戦士ガンダムUC
- スタークジェガン
- リゼル(隊長機)
- ギラ・ズール
- ギラ・ズール(親衛隊機)
- ギラ・ズール(アンジェロ機)
- ギラ・ドーガ(袖付き仕様)
- ドライセン(袖付き仕様)

機動戦士ガンダムF91
- ヘビーガン
- デナン・ゾン(黒の部隊)
- ダギ・イルス
- ダギ・イルス(連邦軍仕様)

機動戦士クロスボーン・ガンダム
- ガンダムF91(ハリソン機)
- ペズ・バタラ

機動戦士Vガンダム
- Vガンダムヘキサ
- ゾロ
- ゾロ(クロノクル機)
- ゾロアット
- ゾロアット(リガ・ミリティア仕様)
- シャッコー
- リグ・シャッコー
- リグ・コンティオ

新機動戦記ガンダムW
- リーオー
- リーオー(宇宙用)
- トーラス
- トーラス(サンクキングダム仕様)
- ビルゴII

∀ガンダム
- フラット
- フラット(ミリシャ仕様)
- ボルジャーノン
- マヒロー

機動戦士ガンダムSEED
- メビウス・ゼロ
- ジン
- ジン(大型ミサイル装備)
- ジン長距離強行偵察複座型
- スカイグラスパー(エール)
- スカイグラスパー(ソード)
- スカイグラスパー(ランチャー)
- M1アストレイ
- カラミティガンダム

機動戦士ガンダム00（ファーストシーズン）
- ティエレン地上型
- ティエレン宇宙型
- ティエレン宇宙型(指揮官機)
- ユニオンフラッグ
- オーバーフラッグ

機動戦士ガンダムAGE
- ジェノアス
- ジェノアスII
- ジェノアスⅡ(ディーヴァカラー)
- ジェノアスカスタム
- Gエグゼス
- Gバウンサー
- デスペラード
- ガンダムAGE-1フラット
- ガフラン
- ガフラン(紫カラー)
- ゼダス
- ゼダスM
- ゼダスR
- クロノス

ガンダム Gのレコンギスタ
- カットシー
- 宇宙用ジャハナム
- マックナイフ(量産機)
- マックナイフ(バララ機)

機動戦士ガンダム 鉄血のオルフェンズ
- 鉄華団モビルワーカー(地上用)
- 鉄華団モビルワーカー(宇宙用)
- グレイズ改
- 流星号(グレイズ改二)
- グレイズ
- グレイズ(指揮官機)
- グレイズ(アーレス所属機)
- シュヴァルベ・グレイズ(マクギリス機)
- シュヴァルベ・グレイズ(ガエリオ機)

## 音楽

### 戦闘中BGM
機動戦士ガンダム
- 翔べ！ガンダム
歌：池田鴻
- 長い眠り

機動戦士Ζガンダム
- モビルスーツ戦
- 力の振動
- A POINT OF CONTACT

機動戦士ガンダムΖΖ
- 始動！ダブルゼータ
- 宇宙のジュドー

機動戦士ガンダム 逆襲のシャア
- SALLY〈出撃〉
- SACRIFICE〈犠牲〉

機動戦士ガンダムUC
- merry-go-round
歌：CHEMISTRY
- FULL-FRONTAL
- RX-0

機動戦士ガンダムF91
- 最終決戦

機動戦士Vガンダム
- 戦闘行為

新機動戦記ガンダムW
- RHYTHM EMOTION
歌：TWO-MIX
- 返り血と火薬の匂いの中
- 任務遂行
- ゼロの伝説-XXXG-OOWO

∀ガンダム
- Final shore～おお、再臨ありやと

機動戦士ガンダムSEED
- INVOKE
歌：T.M.Revolution
- 立ち上がれ! 怒りよ
- STRIKE出撃

機動戦士ガンダム00
- DAYBREAK'S BELL
歌：L'Arc〜en〜Ciel
- FIGHT
- UNKNOWN

機動戦士ガンダムAGE
- ガンダムAGE～100年の物語

ガンダム Gのレコンギスタ
- Gの閃光
歌：ハセガワダイスケ
- G-セルフの青い空

機動戦士ガンダム 鉄血のオルフェンズ
- Raise your flag
歌：MAN WITH A MISSION
- Surface of the Iron-Blooded Orphans
- Mobile Suit Gundam:Iron-Blooded Orphans

機動戦士ガンダム サンダーボルト
- サンダーボルト・メインテーマ

機動戦士ガンダム 第08MS小隊
- 戦士

機動戦士ガンダム 0083
- FULL BURNER

機動戦士クロスボーン・ガンダム
- スカルハート見参

### 収録曲
『プレミアムGサウンドエディション』に収録した楽曲。
機動戦士ガンダム
- シャアが来る
歌：堀光一路
- 哀・戦士
歌：井上大輔

機動戦士Ζガンダム
- Metamorphoze ～メタモルフォーゼ～
歌：GACKT

機動戦士ガンダムΖΖ
- サイレント・ヴォイス
歌：ひろえ純
- アニメじゃない〜夢を忘れた古い地球人よ〜
歌：新井正人

機動戦士Vガンダム
- DON'T STOP! CARRY ON!
歌：RD
- STAND UP TO THE VICTORY
歌：川添智久

新機動戦記ガンダムW
- JUST COMMUNICATION
歌：TWO-MIX

∀ガンダム
- ターンAターン
歌：西城秀樹
- CENTORY COLOR
歌：RAY-GUNS

機動戦士ガンダムSEED
- あんなに一緒だったのに
歌：See-Saw
- 翔べ！フリーダム

機動戦士ガンダム00
- 罠
歌：THE BACK HORN
- FORWARD
- COUNTER ATTACK
- RECOVER

ガンダム Gのレコンギスタ
- BLAZING
歌：GARNiDELiA
- ガンダム Gのレコンギスタ
- 三つ巴

機動戦士ガンダム 鉄血のオルフェンズ
- オルフェンズの涙
歌：MISIA
- Different Definitions

機動戦士ガンダム 第08MS小隊
- 嵐の中で輝いて
歌：米倉千尋
- VII

機動戦士ガンダム サンダーボルト
- あなたのお相手
歌：ICI a.k.a 市川愛

機動戦士ガンダム 0083
- THE WINNER
歌：松原みき
- MEN OF DESTINY
歌：MIQ

機動戦士ガンダム 逆襲のシャア
- BEYOND THE TIME (メビウスの宇宙を越えて)
歌：TM NETWORK
- SWAN〈白鳥〉

機動戦士ガンダムUC RE:0096
- Into the Sky
歌：SawanoHiroyuki[nZk]:Tielle

機動戦士ガンダムUC
- Everlasting
歌：Kylee

機動戦士ガンダムF91
- 君を見つめて-The time I'm seeing you-
歌：森口博子
- ETERNAL WIND〜ほほえみは光る風の中〜
歌：森口博子

機動戦士クロスボーン・ガンダム
- 鋼鉄の7人

機動戦士ガンダム外伝 ミッシングリンク
- FALLEN ANGEL
- MARCHOSIAS